# ORF 1
ORF 1 (tiếng Đức: ORF eins) là một kênh truyền hình thuộc sở hữu của đài ORF. Phát sóng chính thức vào ngày 1 tháng 8 năm 1955, khi đó ORF 1 là kênh truyền hình đầu tiên ở Áo. ORF 1 chủ yếu phát sóng liên quan đến thời sự, sự kiện, phim truyền hình, thể thao và một số thể loại khác.